# Togna
Il torrente Togna è un corso d'acqua del Veneto. 
Esso riceve le acque della Roggia di Arzignano, corso d'acqua artificiale che nasce nel territorio di Chiampo (provincia di Vicenza), da acque prelevate dal torrente omonimo; la Roggia fu costruita anticamente per l'irrigazione e per alimentare mulini ad acqua e percorre da nord a sud l'abitato di Arzignano attraversandone il centro storico. Continua il suo percorso, pressoché parallelo al torrente Chiampo, fino a Montebello Vicentino, dove prende di nome di rio Acquetta. 
Nelle campagne a ovest di Lonigo viene ribattezzato torrente Togna.
A Cologna Veneta assume la denominazione di Fratta per diventare infine canale Gorzone a Vighizzolo d'Este. Il Gorzone, dopo aver ricevuto le acque del canale Santa Caterina, si getta nel Brenta a 5 km dalla foce.
Il torrente Togna risulta essere inquinato dallo scarico dei depuratori della valle del Chiampo e quindi dagli scarti dell'industria conciaria della valle.